# ATC-kod M09: Övriga medel för sjukdomar i rörelseapparaten
ATC-kod M09: Övriga medel för sjukdomar i rörelseapparaten är en del av klassificeringssystemet ATC (Anatomical Therapeutic Chemical Classification System) för läkemedel och vissa andra medicinska produkter. ATC utvecklas av WHO och består av alfanumeriska koder indelade i grupper utifrån anatomi, medicinsk funktion och läkemedelstyp på 5 olika kodnivåer. Denna sida utgör innehållet i en specifik grupp på nivå 2.

## M09A Övriga medel för sjukdomar irörelseapparaten

### M09AAKininderivat
M09AA01 Hydrokinin
M09AA72 Kinin, kombinationer

### M09ABEnzymer
M09AB01 Kymopapain
M09AB52 Trypsin, kombinationer

### M09AX Övriga medel för sjukdomar i rörelseapparaten
M09AX01 Hyaluronsyra

### Engelska
- WHO Collaborating Centre for Drug Statistics Methodology - ATC Index
- WHO Collaborating Centre for Drug Statistics Methodology - ATCvet Index

### Svenska
- SIL online
- FASS.se - ATC
- FASS.se - Veterinär-ATC
- Sök läkemedelsfakta - Läkemedelsverket
- Socialstyrelsen : Klassifikationer
- Nationellt produktregister för läkemedel - NPL